# Vacanze di Natale '91
Pour plus de détails, voir Fiche technique et Distribution.
Vacanze di Natale '91 est une comédie italienne réalisée par Enrico Oldoini et sortie en 1991.
Ce ciné-panettone est la suite du film Vacanze di Natale '90 du même réalisateur, qui se déroule également à Saint-Moritz.

## Synopsis
À Saint-Moritz, pendant les vacances de Noël. La cohabitation du couple bisexuel et homosexuel Mimmo et Rino est interrompue par le coup de foudre du premier — marié et séparé, avec un jeune fils — pour la charmante Simona, qui lui fera redécouvrir son plaisir pour les femmes. Leopoldo, un homme bourru, est troublé, précisément dans un moment d'intimité avec sa seconde épouse Marta, d'abord par l'apparition de Vanessa, la sœur de Brunilde, sa première femme décédée accidentellement, puis par l'apparition du fantôme furieux de cette dernière.
Deux couples, l'un de Milan et l'autre de Rome, Nanni et Ingrid, et Enzo et Fernanda, se voient attribuer la même suite à cause d'un malentendu, ce qui facilite la possibilité d'un échangisme. Nanni et Ingrid sont en effet un couple ouvert, sans jalousie, alors qu'Enzo et Fernanda sont un couple classique, le mari la trompant souvent sans qu'elle le sache. Ingrid est attirée par Enzo, le mari de Fernanda, mais lorsque ce dernier découvre qu'il s'agit d'un couple ouvert, il ne peut conclure avec la femme car la situation ne le met pas à l'aise.
Ingrid est blessée affectivement et tombe dans un état dépressif et Nanni, triste pour sa femme, va voir Enzo pour le convaincre d'avoir des rapports sexuels avec elle ; même sa femme Fernanda dit à Enzo d'aider le couple et de coucher avec Ingrid. Ce dernier, cependant, échoue encore une fois à conclure parce qu'il a l'impression que sa femme, qui cette fois-ci est au courant qu'il la trompe, est là avec lui et le juge. Nanni, quant à lui, couche avec Fernanda, ce qui rend Enzo fou de jalousie, tant et si bien qu'il lui jette un radiateur à la tête. Enzo et Fernanda finissent par faire la paix et fêtent le Nouvel An avec Nanni.
Entre-temps, la jeune Giuliana, en voyage d'affaires avec un prince, se trouve également à l'hôtel et cache un secret : son père est Sabino, le plus ancien serveur de l'hôtel, et les origines modestes de la jeune fille pourraient donc être découvertes. Le prince, le fiancé de Giuliana, est en fait sans le sou car son père a dilapidé sa fortune au poker, mais grâce à son titre, il permet à la jeune fille de faire la connaissance de personnes haut placées. En effet, il est son associé dans la réalisation d'un projet architectural de 120 milliards de lires qu'ils aimeraient proposer à Flavio Mariotti, riche homme d'affaires et plusieurs fois ministre des finances.
Cependant, lorsqu'elle voit son père subir une humiliation, c'est elle qui le défend devant quelques convives dans un accès d'indignation, quittant son fiancé et décidant de partir avec lui qui se fait licencier de l'hôtel. Grâce à l'intervention de Mariotti, client régulier et ami du serveur depuis des années, Sabino peut se venger du harcèlement du directeur de l'hôtel et des clients, tandis que Giuliana, grâce au rapport sur son projet lu par Mariotti, obtient un contrat très riche qui lui garantira une brillante carrière.

## Fiche technique
- Titre original italien : Vacanze di Natale '91[1]
- Réalisateur : Enrico Oldoini
- Scénario : Liliana Betti, Marco Cavaliere, Enrico Oldoini, Rodolfo Sonego, Alberto Sordi, Giovanni Veronesi
- Photographie : Sergio Salvati (it)
- Montage : Raimondo Crociani
- Musique : Giacomo Dell'Orso (it), Giovanni Dell'Orso, Manuel De Sica
- Décors : Osvaldo Desideri
- Costumes : Alessandra Oldoini
- Production : Luigi De Laurentiis, Aurelio De Laurentiis
- Société de production : Filmauro
- Pays de production :  Italie
- Langue originale : italien
- Format : Couleurs
- Durée : 111 minutes
- Genre : Comédie, Ciné-panettone
- Dates de sortie :
  - Italie : 20 décembre 1991

## Distribution
- Christian De Sica : Enzo Lambertoni
- Massimo Boldi : Nanni Lambertoni
- Alberto Sordi : Sabino
- Ezio Greggio : Leopoldo
- Andrea Roncato : Mimmo
- Nadia Rinaldi : Fernanda Lambertoni
- Nino Frassica : Rino
- Ornella Muti : Giuliana
- Connie Nielsen : Brunilde ; Vanessa
- Susanna Bequer : Marta
- Anna Benny : Simona
- Claudio Gora : M. Mariotti
- Francesco Benigno : Salvatore
- Kerry Hubbard : Ingrid Lambertoni
- Geppy Gleijeses : Filippo
- Franco Angrisano : Pistolesi, industriel de Campobasso
- Sandro Ghiani : serveur
- Franco Caracciolo : Lenzi
- Paolo Paoloni : M. Martelli
- Gianni Zullo : prêtre
- Jimmy le phénoménal : tireur de ball-trap
- Daniele Dublino : Directeur d'hôtel